# Сашо Попов
Сашо Попов е български общественик и революционер, деец на Вътрешната македонска революционна организация.

## Биография
Роден е в Струга. Влиза в редиците на ВМРО и става секретар на Струмишката чета на Георги Въндев. След това Сашо Попов е пълномощник на ЦК на ВМРО за Петричка околия.

Привърженик е на крилото на Иван Михайлов във ВМРО. Кирил Пърличев пише за него: 
| „ | Сашо Попов (Петрич) - терорист, участник в убийството на Спас Доктора, Бакалов от Петрич, брата на Димашев и други. | “ |

Натрупва състояние, оценявано на 3 милиона лева.